# Veľké Borové
Veľké Borové (hongrois : Nagyborove) est un village de Slovaquie situé dans la région de Žilina.

## Histoire
La première mention écrite du village date de 1646.

## Démographie

### Évolution de la population
| Année:               | 1994. | 2004.    | 2014.    | 2024. |
| -------------------- | ----- | -------- | -------- | ----- |
| Nombre de personnes: | 105   | 86       | 56       | 42    |
| Différence:          |       | -18,09 % | -34,88 % | -25 % |

| Année:               | 2023. | 2024.   |
| -------------------- | ----- | ------- |
| Nombre de personnes: | 45    | 42      |
| Différence:          |       | -6,66 % |